# Areva trigemmis
Areva trigemmis là một loài bướm đêm thuộc phân họ Arctiinae, họ Erebidae.